# James Balog
Pour les articles homonymes, voir Balog.
James Balog (né le 15 juillet 1952) est un photographe américain.

## Biographie
Depuis les années 1980, James Balog photographie des sujets comme les espèces menacées, les forêts d'Amérique du nord, et la glace polaire. Son travail s'efforce de montrer les relations entre les hommes et la nature.
Son projet le plus emblématique explore l'impact du changement climatique sur la fonte des glaces du Groenland et de l'Alaska, qui a été publié par le magazine National Geographic en 2007, et a fait l'objet du documentaire Chasing Ice en 2012. Il a mis en place un réseau d'appareils photos qui enregistrent l'évolution de glaciers sur plusieurs années dans le cadre du projet Extreme Ice Survey.

## Récompenses
- Nature Photography, World Press Photo, 1986.
- Heintz Award en 2010[4].
- Photographe de l'année 2011, PhotoMedia magazine.
- Prix Ansel-Adams en 2013.
- Hood Medal, The Royal Photographic Society, UK, 2014.